# BTNHResurrection
BTNHResurrection – trzeci album grupy Bone Thugs-n-Harmony, piątki raperów z Cleveland. Został wydany 29 lutego 2000 roku przez Ruthless Records. Pierwszym singlem został utwór "Resurrection (Paper, Paper), który nawoływał do tego, iż grupa mimo rzekomego rozpadu, trzyma się dobrze i ciągle jest w stanie stworzyć świetny album. Drugi i trzeci singel to kolejno "Can’t Give It Up" i "Change The World".
Album zadebiutował na 2. miejscu listy Billboard z 285 tysiącami sprzedanych egzemplarzy. Status platyny w USA osiągnął w ciągu miesiąca od premiery.

## Lista utworów
1. "Show 'Em" – 5:15
2. "The Righteous Ones" wraz z David’s Daughters – 4:32
3. "2 Glocks" – 4:26
4. "Battlezone" – 4:19
5. "Ecstasy" – 5:43
6. "Murder One" – 4:15
7. "Souljahs Marching" – 3:40
8. "Servin' tha Fiends" – 3:52
9. "Resurrection (Paper, Paper)" – 5:15
10. "Can’t Give It Up" – 5:09
11. "Weed Song" – 4:09
12. "Change the World" wraz z Big B – 4:31
13. "Don't Worry" – 5:35
14. "Mind on Our Money" – 5:10
15. "No Way Out" – 5:10
16. "One Night Stand [Bonus Track]" – 4:53